# 수빈강
수빈강(愁濱江)은 《세종실록 지리지》 함길도 길주목 경원도호부 조에서 두만강과 함께 경원도호부의 주요 하천으로 소개된 강이다.

## 문헌 기록
경원도호부의 큰 하천은 두만강[부(府)의 동북쪽에 있다 …]과 수빈강이다[두만강의 북쪽에 있다. 백두산 아래에서 발원하는데 북쪽으로 흘러 소하강(蘇下江)이 되고, 공험진·선춘령을 지나 거양성(巨陽城)에 이르고, 동쪽으로 120리를 흘러서 수빈강이 되어 아민(阿敏)에서 바다로 들어간다].
- 원문: 大川曰 豆滿江[在府東北 …] 愁濱江[在豆滿江北. 源出白頭山下 北流爲蘇下江, 歷公險鎭·先春嶺 至巨陽城, 東流一百二十里 爲愁濱江 至阿敏入海].

### 검토
수빈강(愁濱江)은 두만강의 북쪽에 있고, 《조선왕조실록》의 다른 기록들을 살펴보면 수빈강 유역은 남눌올적합(南訥兀狄哈), 혐진올적합(嫌眞兀狄哈)의 본거지였으며, 두만강과 수빈강 사이에는 골간올적합(骨看兀狄哈)이 살았다.
이에 따라 수빈강은 현재의 라즈돌나야강(수이펀강, 綏芬河)으로 비정(批正)된다. 수빈강(愁濱江)은 이 강의 다른 한자어 이름들과 마찬가지로 음차(音借)인데 수빈은 당시 이 강을 부르던 만주어 발음(sufin)을 한국 한자음으로 음차한 것이고, 중국식 음차인 속평강(速平江)과 같은 말로 추정된다.

## 평가
《세종실록 지리지》의 해당 기록은 태종 10년에 경원도호부 영역 대부분을 여진족에 빼앗긴 후 세종대왕이 육진을 개척하기 전 부가참(富家站, 현 청진시 부거리, 옛 부령군 부거면)이 임시 치소였을 때 쓰여진 것으로, 당시 조선 조정이 경원도호부의 수복 경계로 두만강을 넘어 동북쪽으로 현재의 라즈돌나야강까지 적극 검토했음을 보여주고 있다.
그런데 수빈강으로 비정되는 라즈돌나야강(수이펀강)의 수원은 함경북도 온성군의 두만강변에서 약 40km 동북쪽에 위치하고 있고, 이 강은 두만강의 중국 쪽 지류들인 가야하(嘎呀河, 알아하)의 동쪽, 훈춘하(琿春河)의 북쪽에 있어서 이 강과 백두산을 잇는 물길은 존재하지 않는다. 즉 백두산에서 발원해 북쪽으로 흐르는 소하강은 수빈강과 무관하며, 송화강의 지류로 보는 게 지리적으로 맞다.

## 같이 보기
- 육진
- 라즈돌나야강
- 선춘령
- 공험진
- 소하강
- 두만강
- 동북 9성